# Nguyệt thực
Nguyệt thực là hiện tượng thiên văn khi Mặt Trăng đi vào hình chóp bóng của Trái Đất, đối diện với Mặt Trời. Điều này chỉ có thể xảy ra khi Mặt Trời, Trái Đất và Mặt Trăng thẳng hàng hoặc xấp xỉ thẳng hàng với nhau, với Trái Đất ở giữa. Do vậy, nguyệt thực chỉ có thể xảy ra vào những ngày trăng tròn. Kiểu và chiều dài của nguyệt thực phụ thuộc vào vị trí của Mặt trăng so với các điểm nút quỹ đạo của nó.
| ngày 14 tháng 4 năm 2014 | ngày 8 tháng 10 năm 2014 |
| ngày 3 tháng 4 năm 2015  | ngày 28 tháng 9 năm 2015 |

Màu vàng bên trái là mặt trời, ở giữa là Trái Đất, bên phải là Mặt Trăng đang di chuyển vào bóng của Trái Đất

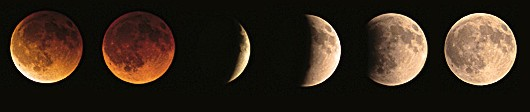
Một chu kỳ nguyệt thực

Nguyệt thực toàn phần xảy ra khi ánh sáng mặt trời trực tiếp bị bóng của Trái Đất che khuất hoàn toàn. Ánh sáng duy nhất nhìn thấy được là khúc xạ qua bóng tối của Trái Đất. Ánh sáng này có màu đỏ vì cùng lý do hoàng hôn có màu đỏ, do sự tán xạ Rayleigh của các tia sáng màu có bước sóng dài hơn. Bởi vì màu đỏ của nó, nguyệt thực toàn phần đôi khi được gọi là mặt trăng máu.
Không giống như nhật thực, mà chỉ có thể được nhìn thấy từ một khu vực nào đó tương đối nhỏ trên thế giới, nguyệt thực có thể được nhìn từ bất cứ nơi nào ở nửa tối của Trái Đất. Nguyệt thực kéo dài trong vài giờ, trong khi nhật thực toàn phần chỉ kéo dài trong vài phút tại bất kỳ vị trí nào do kích thước nhỏ hơn của bóng của Mặt trăng. Không giống như nhật thực, nguyệt thực có thể quan sát một cách an toàn bằng mắt thường vì hình ảnh nguyệt thực mờ hơn so với hình ảnh mặt trăng đầy đủ.

## Từ nguyên
Chữ Hán: 月食, nghĩa: "mặt trăng bị ăn". hay "ăn trăng"

## Các loại nguyệt thực

Mặt Trăng đêm rằm đang khuyết dần

Sơ đồ một nguyệt thực (hình tròn màu xanh dương là Trái Đất, hình tròn màu xám là Mặt Trăng). Trong sơ đồ, ta thấy Mặt Trăng đang đi vào và đi ra vùng bóng tối của Trái Đất.

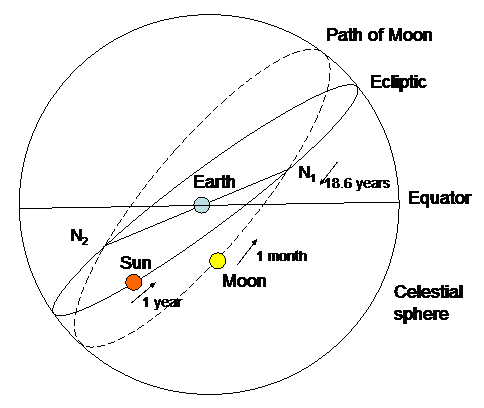
Mặt Trăng đi qua mặt phẳng các quỹ đạo tại vị trí được gọi là các nút hai lần mỗi tháng. Khi Mặt Trăng đi vào một nút, hiện tượng nguyệt thực có thể xảy ra.

### Ba kiểu nguyệt thực chính
- Nguyệt thực toàn phần xảy ra khi Mặt Trăng đi vào vùng bóng tối của Trái Đất. Lúc này ánh trăng sẽ bị mờ đi và Mặt Trăng sẽ có màu đỏ đồng hoặc màu cam sẫm.
- Nguyệt thực một phần xảy ra khi Mặt Trời, Trái Đất và Mặt Trăng nằm trên đường gần thẳng. Lúc này ánh trăng sẽ bị mờ đi và Mặt Trăng bị khuyết đi một phần. Có thể nhìn thấy bóng của Trái Đất màu đen (hoặc màu đỏ sẫm) đang che khuất Mặt Trăng. Trong quá trình nguyệt thực toàn phần, nguyệt thực một phần có thể xuất hiện trước và sau khi nguyệt thực toàn phần.
- Nguyệt thực nửa tối xảy ra khi Mặt Trăng đi qua vùng nửa tối của Trái Đất. Lúc này ánh trăng sẽ mờ và Mặt Trăng sẽ mờ và tối đi.

### Nguyệt thựcSelenelion
Selenelion hay  selenehelion xảy ra khi Mặt Trăng đang bị che khuất và Mặt Trời có thể quan sát được một lúc. Điều này chỉ xảy ra trước khi hoàng hôn hoặc sau khi bình minh và cả hai sẽ cùng xuất hiện ở các vị trí đối nghịch nhau trên bầu trời, gần đường chân trời; tức là khi đó có nguyệt thực xảy ra khi mặt trời vừa mới mọc hoặc sắp lặn. Sự sắp xếp này dẫn đến hiện tượng được gọi là thiên thực đường chân trời.

### Quy mô nguyệt thựcDanjon
Quy mô nguyệt thực sau đây (quy mô Danjon) được đưa ra bởi của André Danjon xếp hạng tổng thể bóng tối của nguyệt thực:
- L = 0: Rất tối. Mặt Trăng gần như vô hình, đặc biệt là ở giữa tuần
- L = 1: Bóng tối màu xám hoặc nâu nhạt.
- L = 2: Bóng tối màu đỏ hoặc màu nâu gỉ.Phần trung tâm rất tối, trong khi viền ngoài rất sáng.
- L = 3: Bóng tối thường có một vành sáng màu vàng.
- L = 4: Bóng tối màu đỏ đồng hoặc màu da cam. Bóng hơi xanh và có một vành rất tươi sáng.

## Thời gian của một nguyệt thực toàn phần

Khi nhìn từ Trái Đất, bóng của Trái Đất có thể được tưởng tượng như hai vòng tròn đồng tâm. Theo sơ đồ minh hoạ, loại nguyệt thực được xác định bởi con đường do Mặt trăng đi khi nó đi qua bóng tối của Trái Đất. Nếu mặt trăng đi qua vòng tròn bên ngoài nhưng không đến được vòng tròn bên trong, đó là nguyệt thực nửa tối; nếu chỉ có một phần của mặt trăng đi qua vòng tròn bên trong, nó là nguyệt thực một phần; và nếu toàn bộ Mặt trăng đi qua vòng tròn bên trong tại một điểm nào đó, sẽ có nguyệt thực toàn phần.

Các điểm tiếp xúc so với bóng mờ và bóng ngang của Trái đất, ở đây với Mặt trăng ở gần là nút giảm dần

P1: Mặt Trăng đi vào vùng nửa tối của Trái Đất. Ánh trăng sẽ mờ và tối đi.

U1: Nguyệt thực một phần. Lúc này Mặt Trăng sẽ bị khuyết đi một phần.

U2: Mặt Trăng đang dần dần đi vào phần bóng tối của Trái Đất. Mặt Trăng chuyển sang màu đỏ đồng.

Cực đại: Ánh trăng bị mờ và tối đi. Toàn bộ Mặt Trăng chuyển sang màu đỏ đồng.

U3: Mặt Trăng dần ra khỏi phần bóng của Trái Đất.

U4: Nguyệt thực một phần.

P2: Mặt Trăng ra khỏi phần bóng nửa tối của Trái Đất.

## Chu kì nguyệt thực
Mỗi năm có ít nhất hai nguyệt thực. Nếu bạn biết ngày và thời gian của các thiên thực, bạn có thể đoán được sự xuất hiện của các nguyệt thực.

## Thư viện ảnh

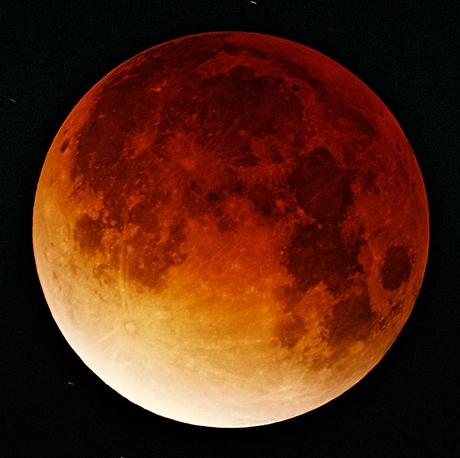
Nguyệt thực vào ngày 08-11-2003.
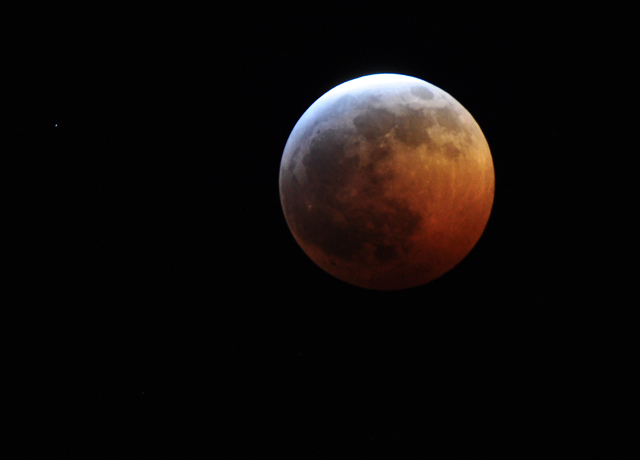
Nguyệt thực vào ngày 20-12-2010.
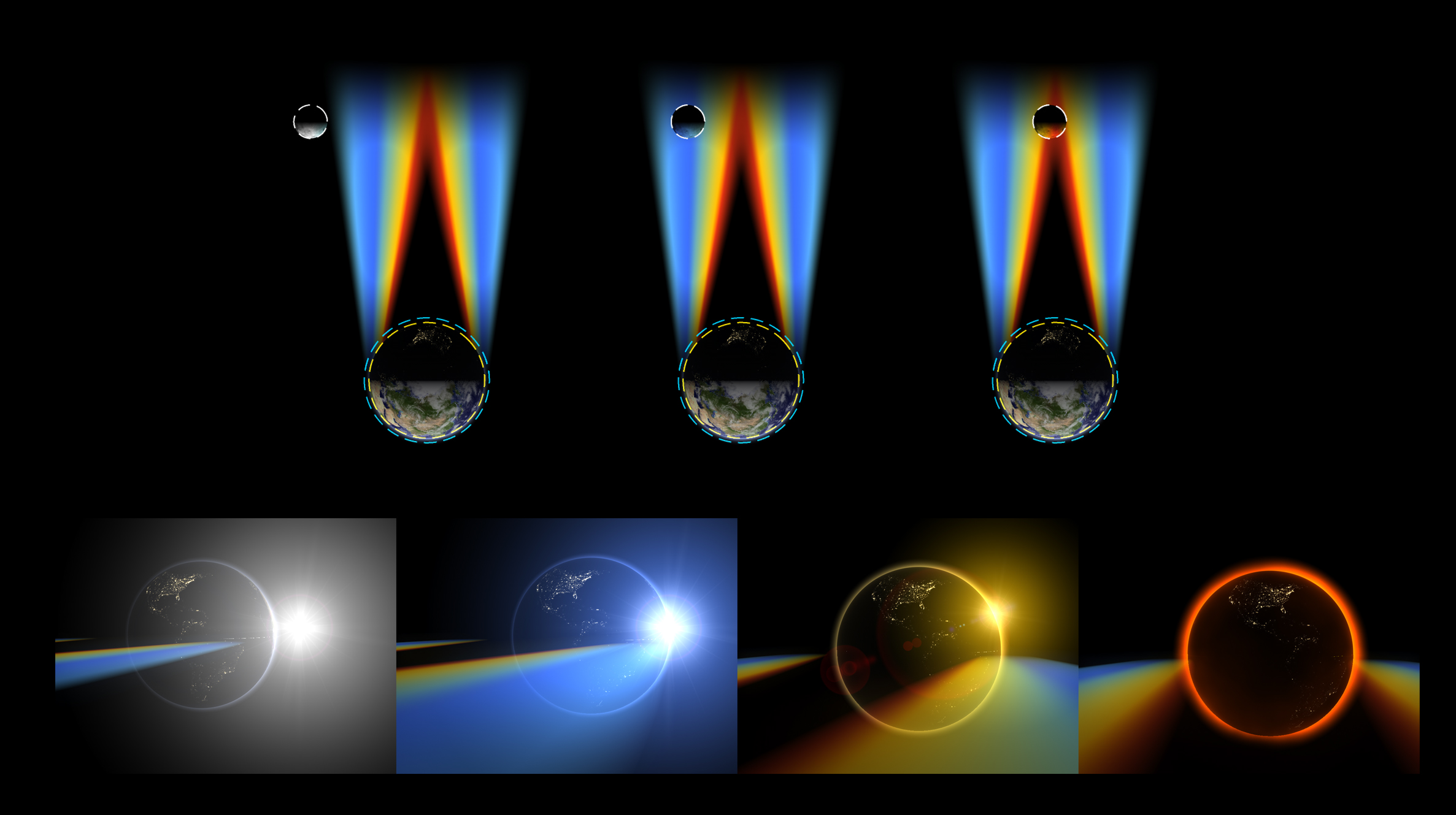
Sơ đồ bóng tối của một nguyệt thực.
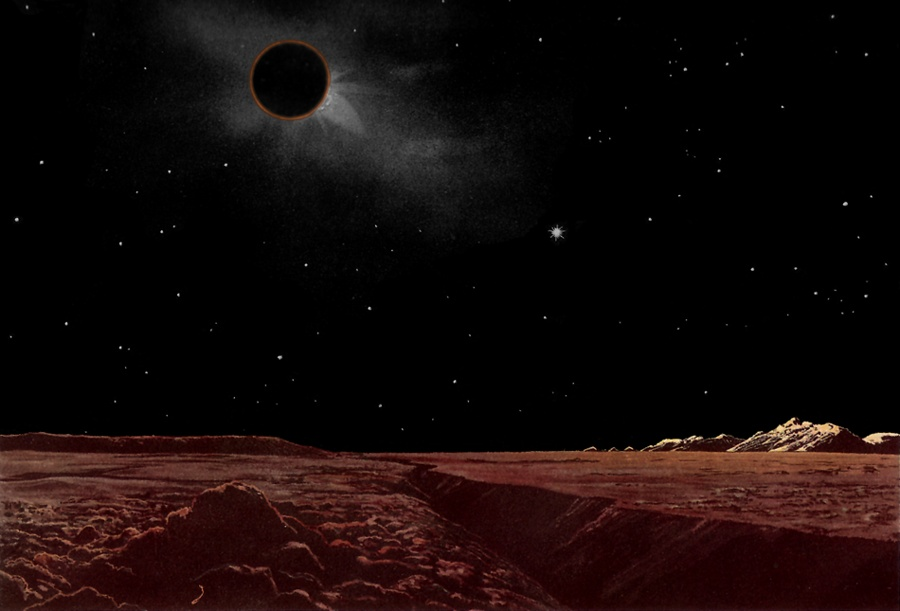
Tranh của Lucien Rudaux, hiện tượng nguyệt thực có thể trông giống như khi nhật thực ở bề mặt Mặt Trăng. Bề mặt của Mặt Trăng xuất hiện màu đỏ bởi vì chỉ có ánh sáng đỏ bị khúc xạ lên bề mặt Mặt Trăng, như bức tranh này.

## Nguyệt thực trong thần thoại
Một số nền văn hóa có huyền thoại liên quan đến nguyệt thực. Người Ai Cập cổ đại nhìn thấy nguyệt thực như là một con lợn nái nuốt Mặt Trăng trong một thời gian ngắn, nền văn hóa khác xem nguyệt thực như Mặt Trăng bị nuốt chửng bởi các động vật khác, chẳng hạn như một con báo đốm Mỹ của người Maya truyền thống, hoặc một con cóc 3 chân ở Trung Quốc. Một số xã hội nghĩ rằng nó là một con quỷ nuốt Mặt Trăng, và rằng họ có thể xua đuổi nó đi bằng cách ném đá và nguyền rủa nó. Ở Việt Nam ta cũng các hành động mê tín như Cứu trăng (gõ mỏ, ném đá để xua cái bóng mà họ cho là con thiên cẩu hoặc con gấu đang "ăn" Mặt Trăng).